# كيفن ماريون
كيفن ماريون (بالإنجليزية: Kevin Marion)‏ هو لاعب كرة القدم الكندية أمريكي، ولد في 24 يوليو 1984 في سانت بيترسبرغ في الولايات المتحدة.